# Гарсия, Ричард
Ри́чард Гарси́я (англ. Richard Garcia; род. 4 сентября 1981, Перт) — австралийский футболист испанского происхождения, ассистент главного тренера сборной Австралии до 23 лет. Бывший игрок сборной Австралии. Серебряный призёр Кубка Азии 2011 года. Выступал за клубы «Вест Хэм Юнайтед», «Лейтон Ориент», «Колчестер Юнайтед» и «Халл Сити».

## Клубная карьера
Несмотря на предложение нового контракта от «Колчестера», Гарсия 2 июля 2007 года подписал трёхлетний контракт с «Халл Сити» на правах свободного агента в соответствии с правилом Босмана. Свой дебютный матч в лиге за «Халл» он сыграл против «Плимут Аргайл» в августе 2007 года и забил свой первый гол в следующей игре, выигранной со счётом 3:0 в матче против «Кру Александра». Он играл ведущую роль в продвижении клуба в сезоне 2007/08, несмотря на травму плеча, полученную в апреле 2008 года. Гарсия вернулся в Премьер-лигу после победы «Халл Сити» в плей-офф над «Бристоль Сити» в мае 2008. Гарсия сыграл свой первый запоминающийся матч против «Фулхэма» 16 августа 2008 года и хорошо зарекомендовал себя на своей любимой позиции правого вингера. В следующие выходные на «Ивуд Парк» в матче против «Блэкберн Роверс», закончившемся со счётом 1:1, он забил ударом головой на 39-й минуте и сравнял счёт через две минуты после того, как нападающий «Блэкберна» Джейсон Робертс открыл счёт в матче.
31 июля 2009 года было выявлено, что Гарсия получил разрыв коленных связок и не будет играть в течение не менее 3 месяцев.
23 августа 2012 года Гарсия вернулся на родину, подписав контракт с клубом Эй-лиги «Мельбурн Харт» на сезон 2012/13.
16 августа 2013 года Гарсия подписал контракт с ФК «Сидней» на сезон 2013/14.
5 мая 2014 года Гарсия подписал контракт с клубом Североамериканской футбольной лиги «Миннесота Юнайтед» на весеннюю часть сезона 2014.
8 июля 2014 года Гарсия вернулся в Австралию, подписав двухлетний контракт с клубом «Перт Глори».
14 мая 2017 года Гарсия объявил о завершении футбольной карьеры.

## Международная карьера
В интервью австралийской газете Sun Herald в апреле 2008 Гарсия сказал, что он амбициозен играть за «Соккеруз» и надеется, что его хорошо набранная форма в матчах за «Халл Сити» и выход клуба в Премьер-лигу помогут ему достичь этого. 19 августа 2008 года он дебютировал в главной сборной, выйдя на замену в товарищеском матче против команды ЮАР на «Лофтус Роуд» в Лондоне. Тот матч закончился со счётом 2:2. Его второе появление на поле пришлось на товарищеский матч против Голландии, где он опять вышел на замену; тот матч был выигран «соккеруз» со счётом 2:1.
13 июня 2010 года Ричард Гарсия стал первым игроком «Халл Сити», когда-либо игравшим на чемпионате мира.

## Тренерская карьера
В 2018 году Гарсия занял в «Перт Глори» посты ассистента главного тренера основной команды и главного тренера молодёжной команды. 18 сентября 2020 года Гарсия был назначен главным тренером «Перт Глори».

## Личная жизнь
Гарсия свободно говорит по-испански. Его отец и мать — испанцы. Сам Гарсия болеет за «Реал». Одним из его друзей является игрок сборной Англии Майкл Каррик.

## Статистика

### Клубная
(по состоянию на 4 апреля 2010)
| Клуб              | Сезон            | Лига | Лига  | Кубок | Кубок | Еврокубки | Еврокубки | Итого | Итого |
| Клуб              | Сезон            | Игр  | Голов | Игр   | Голов | Игр       | Голов     | Игр   | Голов |
| ----------------- | ---------------- | ---- | ----- | ----- | ----- | --------- | --------- | ----- | ----- |
| Вест Хэм Юнайтед  | 1999/00          | 0    | 0     | 0     | 0     | -         | -         | 0     | 0     |
| Вест Хэм Юнайтед  | 2000/01          | 0    | 0     | 0     | 0     | -         | -         | 0     | 0     |
| → Лейтон Ориент   | 2000/01          | 18   | 4     | 3     | 0     | -         | -         | 21    | 4     |
| Вест Хэм Юнайтед  | 2001/02          | 8    | 0     | 1     | 0     | -         | -         | 9     | 0     |
| Вест Хэм Юнайтед  | 2002/03          | 1    | 0     | 1     | 0     | -         | -         | 2     | 0     |
| Вест Хэм Юнайтед  | 2003/04          | 7    | 0     | 3     | 0     | -         | -         | 10    | 0     |
| Вест Хэм Юнайтед  | 2004/05          | 1    | 0     | 0     | 0     | -         | -         | 1     | 0     |
| Колчестер Юнайтед | 2004/05          | 24   | 4     | 5     | 1     | -         | -         | 29    | 5     |
| Колчестер Юнайтед | 2005/06          | 22   | 5     | 5     | 1     | -         | -         | 27    | 6     |
| Колчестер Юнайтед | 2006/07          | 36   | 7     | 2     | 0     | -         | -         | 38    | 7     |
| Халл Сити         | 2007/08          | 38   | 5     | 6     | 2     | -         | -         | 44    | 7     |
| Халл Сити         | 2008/09          | 23   | 1     | 4     | 0     | -         | -         | 27    | 1     |
| Халл Сити         | 2009/10          | 17   | 0     | 1     | 0     | -         | -         | 18    | 0     |
| Итого за карьеру  | Итого за карьеру | 192  | 26    | 31    | 4     | —         | —         | 223   | 30    |